# Виборчий округ 108
Виборчий округ 108 — виборчий округ в Луганській області, який внаслідок збройної агресії на сході України тимчасово перебуває під контролем терористичного угруповання «Луганська народна республіка», а тому вибори в ньому не проводяться. В сучасному вигляді був утворений 28 квітня 2012 постановою ЦВК №82 (до цього моменту існувала інша система виборчих округів). Внаслідок подій 2014 року в цьому окрузі вибори були проведені лише один раз, а саме парламентські вибори 28 жовтня 2012. Станом на 2012 рік окружна виборча комісія цього округу розташовувалась в Будівлі Краснолуцької міської ради за адресою м. Хрустальний, вул. Комуністична, 33.
До складу округу входять місто Хрустальний та Перевальський район. Округ складається із двох окремих частин, які не межують між собою. Виборчий округ 108 межує з округом 106 і округом 112 на півночі, з округом 114 на північному сході, з округом 110 і округом 111 на сході, з округом 110 на південному сході, з округом 110 і округом 61 на півдні, з округом 54 на південному заході, з округом 53 і округом 52 на заході та з округом 46 на північному заході. Виборчий округ №108 складається з виборчих дільниць під номерами 440316-440380 та 440850-440926.

## Народні депутати від округу
| Ім'я                         | Фото | Партія         | Скликання | Дата набуття повноважень | Дата припинення повноважень |
| ---------------------------- | ---- | -------------- | --------- | ------------------------ | --------------------------- |
| Мошенський Валерій Захарович |      | самовисуванець | 7-ме      | 12 грудня 2012           | 27 листопада 2014           |

## Результати виборів
Кандидати-мажоритарники:
- Мошенський Валерій Захарович (самовисування)
- Терніков Юрій Миколайович (Партія регіонів)
- Гуславський Володимир Станіславович (самовисування)
- Андріянов Олександр Олександрович (Комуністична партія України)
- Кириченко Людмила Федорівна (самовисування)
- Ржавський Олександр Миколайович (самовисування)
- Заіка Артем Миколайович (Свобода)
- Колесніков Володимир Анатолійович (УДАР)
- Чередник Геннадій Олександрович (самовисування)
- Сафонова Дар'я Євгеніївна (самовисування)
- Федоров Василь Васильович (Україна — Вперед!)
- Фролов Володимир Миколайович (самовисування)
- Підгорний Володимир Миколайович (самовисування)